# Charles Guerreiro
Charles Guerreiro, właśc. Charles Natali Mendonça Ayres (ur. 22 grudnia 1963 w Belém) – piłkarz brazylijski, występujący podczas kariery na pozycji obrońcy.

## Kariera klubowa
Charles Guerreiro karierę piłkarską rozpoczął w klubie Paysandu SC w 1984. Z Paysandu trzykrotnie zdobył mistrzostwo stanu Pará – Campeonato Paraense w 1984, 1985 i 1987. W Paysandu 27 stycznia 1985 w zremisowanym 1-1 meczu z ABC Natal Charles Guerreiro zadebiutował w lidze brazylijskiej. W latach 1987–1991 występował w klubach z Campinas: Ponte Preta i Guarani FC.
Najlepszy okres w karierze Charlesa Guerreiro to gra we CR Flamengo. Z Flamengo zdobył mistrzostwo Brazylii w 1992 oraz mistrzostwo stanu Rio de Janeiro – Campeonato Carioca w 1991. W ciągu pięciu lat Charles Guerreiro rozegrał w barwach rubro-negro 251 spotkań, w których strzelił 2 bramki. W kolejnych dwóch latach występował w klubach z Rio de Janeiro: CR Vasco da Gama, Olarii i Fluminense FC.
W 1997 występował krótko w Bragantino Bragança Paulista. W Bragantino 5 listopada 1997 przegranym 1-2 meczu z EC Juventude Charles Guerreiro po raz ostatni wystąpił w lidze. Ogółem w latach 1985–1997 w lidze brazylijskiej wystąpił w 163 meczach, w których strzelił 2 bramki. W latach 1998–2000 Guerreiro ponownie występował w Paysandu. Z Paysandu zdobył dwa kolejne mistrzostwa stanowe w 1998 i 2000. Karierę zakończył w 2004 w barwach Portuguesy São Paulo

## Kariera reprezentacyjna
Charles Guerreiro w reprezentacji Brazylii zadebiutował 15 kwietnia 1992 w wygranym 3-1 towarzyskim meczu z reprezentacją Finlandii. Ostatni raz w reprezentacji wystąpił 8 listopada 1995 w wygranym 1-0 towarzyskim meczu z reprezentacją Argentyny.
| Mecze i gole w reprezentacji | Mecze i gole w reprezentacji | Mecze i gole w reprezentacji | Mecze i gole w reprezentacji | Mecze i gole w reprezentacji | Mecze i gole w reprezentacji | Mecze i gole w reprezentacji |
| #                            | Data                         | Miasto                       | Przeciwnik                   | Gol                          | Wynik                        | Rozgrywki                    |
| ---------------------------- | ---------------------------- | ---------------------------- | ---------------------------- | ---------------------------- | ---------------------------- | ---------------------------- |
| 1.                           | 15.04.1992                   | Cuiabá                       | Finlandia                    |                              | 3:1                          | towarzyski                   |
| 2.                           | 17.05.1992                   | Londyn                       | Anglia                       |                              | 1:1                          | towarzyski                   |
| 3.                           | 23.09.1992                   | Paranavaí                    | Kostaryka                    |                              | 4:2                          | towarzyski                   |
| 4.                           | 88.11.1995                   | Buenos Aires                 | Argentyna                    |                              | 1:0                          | towarzyski                   |

## Kariera trenerska
Po zakończeniu kariery Charles Guerreiro został trenerem. Karierę trenerską rozpoczął w 2006 w EC Bahia. W 2010 prowadził Paysandu SC. Z Paysandu zdobył mistrzostwo stanu Pará – Campeonato Paraense. Od 2011 jest trenerem czwartoligowego São Raimundo Santarém.